# Franz Honcamp

Franz Honcamp als junger Corpsstudent 1892/1893

Franz Honcamp (* 25. Februar 1875 in Erfurt; † 4. März 1934 in Rostock) war ein deutscher Agrikulturchemiker.

## Lebensweg
Seine Eltern waren der Kaufmann Franz Honcamp (1843–82) und dessen Ehefrau Karoline Bendleb (1851–1922), Tochter eines Landwirtes.
Honcamp studierte Chemie und andere naturwissenschaftliche Fächer in Berlin, Stuttgart, Göttingen und Erlangen. Während seines Studiums trat er im Wintersemester 1892/93 dem Corps Saxonia-Berlin und im Wintersemester 1893/94 dem Corps Stauffia Stuttgart bei. Nach seiner Promotion an der Universität Erlangen im Jahre 1901 arbeitete er bis 1907 als Assistent an den landwirtschaftlichen Versuchsstationen in Marburg und Leipzig-Möckern. Zwischenzeitlich studierte er zwei Semester Landwirtschaft an der Technischen Hochschule München und legte dort 1904 die Prüfung zum Diplomlandwirt ab. 1907 wurde er Direktor der Landwirtschaftlichen Versuchsstation Oldenburg. Von 1908 bis zu seinem Tode leitete er die Landwirtschaftliche Versuchsstation Rostock. Gleichzeitig lehrte er, zunächst als außerordentlicher, seit 1925 als o. Professor, das Fach Agrikulturchemie an der Universität Rostock. Für das Amtsjahr 1928/29 wurde er zum Rektor gewählt. Seit September 1933 war er Vorsitzender des Verbandes Deutscher Landwirtschaftlicher Untersuchungs- und Forschungsanstalten.
Franz Honcamp lehnte 1920 eine Berufung in das Direktorium der Bayerischen Stickstoffwerke, 1922 eine Berufung als Leiter der biotechnologischen Abteilung der Zootechnischen Landesanstalt in Brünn und 1924 einen Ruf als Ordinarius für Fütterungs- und Tierernährungslehre an der Landwirtschaftlichen Hochschule Hohenheim ab.
Am Ersten Weltkrieg nahm Honcamp als Hauptmann der Landwehr und Kompanieführer teil. In der Ersten Flandernschlacht wurde er verwundet.

### Familie
Er heiratete 1908 Susanne Kern (1885–1945), die Tochter des Arztes Dr. Kern aus Leipzig. Das Paar hatte eine Tochter.
Franz Honcamp war ein Cousin von Georg Blanchart, Direktor des Deutschen Gußrohrverbandes.

## Forschungstätigkeit
Von Anfang an konzentrierte sich Honcamp auf den Ausbau der Rostocker Versuchsstation. Unter seiner Ägide entstanden ein großes Vegetationshaus und moderne Laboreinrichtungen. Diese Entwicklung hat Honcamp ausführlich in der Schrift Die landwirtschaftliche Versuchsstation Rostock 1875-1925 beschrieben. Die Schwerpunkte seiner Forschungstätigkeit lagen auf den Gebieten der Tierernährungslehre, der Futtermittelkunde und der Düngung. In mehreren Büchern hat er den Wissensstand auf diesen Forschungsfeldern anschaulich zusammengefasst.
Einen Namen in der Fachwelt machte sich Honcamp als Herausgeber des 1931 erschienenen zweibändigen Werkes Handbuch der Pflanzenernährung und Düngerlehre. Fast dreißig Jahre lang war es das maßgebende Standardwerk der pflanzlichen Agrikulturchemie. Als Mitautor schrieb Honcamp für dieses Handbuch zwei Beiträge: eine biographisch orientierte Darstellung der Geschichte der Pflanzenernährung und eine umfangreiche Abhandlung über Düngung und Düngemittel. Den hohen Stellenwert der Wissenschaftsgeschichte für das eigene Fachgebiet hat Honcamp auch in anderen Veröffentlichungen herausgestellt, vor allem in seiner 1928 gehaltenen Rostocker Universitäts-Rede Justus von Liebig und sein Einfluß auf die Entwicklung der Landwirtschaft. Honcamps publizierter Vortrag aus dem Jahre 1933 Aufgaben und Bedeutung der Agrikulturchemie für die Landwirtschaft und Landwirtschaftswissenschaft enthält grundsätzliche Überlegungen zur Standortbestimmung des Fachgebietes Agrikulturchemie im System der Agrarwissenschaften.

## Auszeichnungen und Ehrenämter

### Militärisch
Im Ersten Weltkrieg erhielt Honcamp folgende Auszeichnungen:
- Eisernes Kreuz (1914) II. Klasse
- Mecklenburgisches Militärverdienstkreuz II. Klasse
- Hanseatenkreuz Hamburg
- Civil-Verdienstkreuz
- Greifenorden

### Wissenschaftlich
- Franz Honcamp war Mitglied der Prüfungskommission für das zweite Staatsexamen der Kultur- und Vermessungsingenieure in Mecklenburg sowie
- Staatskommissar für das Thünen-Institut in Rostock.
- Seit 1927 war er Mitglied des wissenschaftlichen Ausschusses der Gesellschaft deutscher Naturforscher und Ärzte.
- 1930 wurde er zum korrespondierenden Mitglied der tschechoslowakischen Akademie der Landwirtschaft gewählt.
- Seit September 1933 war er Vorsitzender des Verbandes Deutscher Landwirtschaftlicher Untersuchungs- und Forschungsanstalten.
- Eine Wahl zum korrespondierenden Mitglied der schwedischen Akademie der Landwirtschaft, die im März 1934 erfolgen sollte, erlebte er nicht mehr.

## Schriften
- Die Stickstoffdünger, ihre wirtschaftliche Bedeutung, Gewinnung und Zusammensetzung, sowie ihre Anwendung in der Landwirtschaft. Verlag Paul Parey Berlin 1920.
- Untersuchungen über den Einfluß von Kokoskuchen und Kokosbruch sowie von steigenden Gaben derselben auf Menge und Zusammensetzung der Milch. Verlag Paul Parey Berlin 1920 = Arbeiten der Deutschen Landwirtschafts-Gesellschaft H. 303.
- Landwirtschaftliche Fütterungslehre und Futtermittelkunde. Gemeinverständlich dargestellt. Verlag Eugen Ulmer Stuttgart 1921.
- Dünger-ABC. Ein Ratgeber für die Anwendung von künstlichen Düngemitteln in Frage und Antwort. Verlag Paul Parey Berlin 1922; Nachdrucke u. a. 1924 u. 1928.
- Die landwirtschaftliche Versuchsstation Rostock 1875-1925. Bericht über Gründung, Entwicklung und Tätigkeit der landwirtschaftlichen Versuchsstation Rostock in den fünfzig Jahren ihres Bestehens. Erstattet in Gemeinschaft mit H. Göttsch ... von F. Honcamp. Verlag Hinstorff Rostock 1925.
- Kartoffel und Lupine in ihrem Wert und ihrer Bedeutung als einheimische Kraftfuttermittel. Berlin 1926 = Denkschriften der Kartoffelbaugesellschaft. H. 28.
- Justus von Liebig und sein Einfluß auf die Entwicklung der Landwirtschaft. Verlag C. Hinstorff Rostock 1928 = Rostocker Universitäts-Reden H. 6.
- Handbuch der Pflanzenernährung und Düngerlehre. Herausgegeben von F. Honcamp. 2 Bde., Verlag Julius Springer Berlin 1931. Darin von F. Honcamp: Historisches über die Entwicklung der Pflanzenernährung (Bd. 1, S. 1–28) und Düngung und Düngemittel (Bd. 2, S. 1–61).
- Aufgaben und Bedeutung der Agrikulturchemie für die Landwirtschaft und Landwirtschaftswissenschaft. Vortrag gehalten auf der Hauptversammlung des Verbandes landwirtschaftlicher Untersuchungs- und Forschungsanstalten am 5. September 1933 in Jena. Sep.-Druck Berlin 1933. - Zugl. in: Die landwirtschaftlichen Versuchs-Stationen Bd. 118, 1934, S. 139–158.